# Jalen Williams
Jalen Devonn Williams (Gilbert, 14 de abril de 2001) é um jogador norte-americano de basquete profissional que atualmente joga no Oklahoma City Thunder da National Basketball Association (NBA).
Ele jogou basquete universitário pela Universidade de Santa Clara e foi selecionado pelo OKC como a 12ª escolha geral no Draft da NBA de 2022.

## Carreira no ensino médio
Williams jogou basquete na Perry High School em Gilbert, Arizona. Williams cresceu 20 centímetros do segundo para o último ano do ensino médio. Ele se comprometeu a jogar basquete universitário pela Universidade de Santa Clara em 2018.

## Carreira universitária
Como calouro em Santa Clara, Williams teve médias de 8 pontos, 3 rebotes, 2 assistências e 1 roubo de bola. Em seu segundo ano, ele melhorou e teve médias de 12 pontos e 4 rebotes. No seu terceiro ano, Williams foi nomeado para a Primeira-Equipe da WCC com médias de 18 pontos, 4,4 rebotes e 4,2 assistências. Em 28 de abril de 2022, Williams anunciou sua decisão de se declarar para o Draft da NBA de 2022.

## Carreira profissional

### Oklahoma City Thunder (2022–Presente)
Descrito como um ala longo e suave que pode pontuar com números de eficiência fortes enquanto mostra um senso de urgência e pode usar seu comprimento para contestar arremessos, Williams foi selecionado pelo Oklahoma City Thunder como a 12ª escolha geral no draft da NBA de 2022. Com a seleção, Williams se tornou o primeiro jogador da Universidade de Santa Clara a ser selecionado desde Steve Nash em 1996. Ele é atualmente o prospecto mais bem selecionado na era moderna e o segundo mais bem selecionado na história do Santa Clara, atrás de Ken Sears em 1955.

#### 2022–2023: Temporada de estreia
Em 19 de outubro de 2022, Williams fez sua estreia na NBA, marcando 5 pontos em 6 minutos antes de levar um golpe defendendo uma tentativa de enterrada de Jaden McDaniels. Ele deixaria o jogo e mais tarde passaria por uma cirurgia para tratar uma fratura do osso orbital direito. Depois de perder quatro jogos, Williams foi titular esporadicamente pelo Thunder até que o ala Jeremiah Robinson-Earl sofreu uma entorse no tornozelo direito, o que o tornou titular em tempo integral. Com o ala Shai Gilgeous-Alexander afastado, Williams marcou 27 pontos e ajudou a recuperar o Thunder de um déficit de 20 pontos no segundo tempo contra o San Antonio Spurs em 30 de novembro de 2022. No dia seguinte, ele foi nomeado Novato do Mês em outubro/novembro após ter média de 10,7 pontos, acertando 52,4% de arremessos, 3,2 rebotes e 2,6 assistências. Ele se tornou o terceiro novato do Thunder a ganhar o prêmio de Novato do Mês, depois de Russell Westbrook e Josh Giddey.
Em 31 de janeiro de 2023, Williams foi nomeado para o Rising Stars Challenge do All-Star Game da NBA de 2023 após ter médias de 12,1 pontos, 3,9 rebotes, 2,8 assistências e 1,7 roubos de bola em 46 jogos. Contra o Utah Jazz, Williams registrou 32 pontos, o recorde da carreira, em uma vitória por 129–119. Sem Gilgeous-Alexander, Williams ficou a um ponto de empatar seu recorde da carreira com 31 pontos, juntamente com 4 roubos de bola, em uma derrota por 137–134 para o Charlotte Hornets. Em uma vitória por 107–106 contra o Detroit Pistons, ele liderou o Thunder com 27 pontos, 8 rebotes e 6 assistências e se juntou a Kevin Durant e Westbrook para ter três ou mais jogos com pelo menos 25 pontos, 5 rebotes e 5 assistências em uma temporada como novato. Williams ganhou seu segundo Prêmio de Novato do Mês para março e abril.
Em sua temporada de novato, Williams teve média de 14,1 pontos, acertando 52% dos arremessos, e terminou em segundo lugar na votação do Prêmio de Novato do Ano da NBA com 75 votos de segundo lugar e 16 votos de terceiro lugar. Williams foi mais tarde nomeado para a Primeira-Equipe de Novatos, tornando-se o segundo jogador do Thunder a ser nomeado para ele e o quinto jogador do Thunder no geral a ser nomeado para um time de novatos.

## Estatísticas da carreira
| † | Campeão da NBA |

Temporada Regular
| Ano      | Equipe    | PJ  | PT  | MPJ  | AP   | 3P   | LL   | RT  | AS  | BR  | TO  | PPJ  |
| -------- | --------- | --- | --- | ---- | ---- | ---- | ---- | --- | --- | --- | --- | ---- |
| 2022-23  | Thunder   | 75  | 62  | 30.3 | .521 | .356 | .812 | 4.5 | 3.3 | 1.4 | .5  | 14.1 |
| 2023-24  | Thunder   | 71  | 71  | 31.3 | .540 | .427 | .814 | 4.0 | 4.5 | 1.1 | .6  | 19.1 |
| 2024-25  | Thunder † | 69  | 69  | 32.4 | .484 | .365 | .789 | 5.3 | 5.1 | 1.6 | .7  | 21.6 |
| Carreira | Carreira  | 215 | 202 | 31.3 | .513 | .382 | .803 | 4.6 | 4.3 | 1.4 | .6  | 18.1 |
| All-Star | All-Star  | 1   | 0   | 6.6  | .333 | .000 | —    | .0  | 1.0 | 1.0 | 1.0 | 2.0  |

Play-in
| Ano  | Equipe  | PJ | PT | MPJ  | AP   | 3P   | LL   | RT  | AS  | BR  | TO | PPJ  |
| ---- | ------- | -- | -- | ---- | ---- | ---- | ---- | --- | --- | --- | -- | ---- |
| 2023 | Thunder | 2  | 2  | 36.1 | .375 | .308 | .750 | 4.0 | 3.5 | 2.5 | .5 | 14.0 |

Playoffs
| Ano      | Equipe    | PJ | PT | MPJ  | AP   | 3P   | LL   | RT  | AS  | BR  | TO | PPJ  |
| -------- | --------- | -- | -- | ---- | ---- | ---- | ---- | --- | --- | --- | -- | ---- |
| 2024     | Thunder   | 10 | 10 | 37.7 | .469 | .385 | .815 | 6.8 | 5.4 | 1.7 | .5 | 18.7 |
| 2025     | Thunder † | 23 | 23 | 34.6 | .449 | .304 | .789 | 5.5 | 4.8 | 1.4 | .4 | 21.4 |
| Carreira | Carreira  | 33 | 33 | 35.5 | .455 | .325 | .794 | 5.9 | 5.0 | 1.5 | .4 | 20.6 |

### Universidade
| Ano      | Equipe      | PJ | PT | MPJ  | AP   | 3P   | LL   | RT  | AS  | BR  | TO | PPJ  |
| -------- | ----------- | -- | -- | ---- | ---- | ---- | ---- | --- | --- | --- | -- | ---- |
| 2019-20  | Santa Clara | 33 | 22 | 25.5 | .436 | .352 | .763 | 2.8 | 1.9 | 1.3 | .5 | 7.7  |
| 2020-21  | Santa Clara | 18 | 17 | 31.6 | .399 | .274 | .757 | 4.1 | 2.3 | 1.2 | .6 | 11.5 |
| 2021-22  | Santa Clara | 33 | 33 | 34.8 | .513 | .396 | .809 | 4.4 | 4.2 | 1.2 | .5 | 18.0 |
| Carreira | Carreira    | 84 | 72 | 30.6 | .449 | .340 | .776 | 3.7 | 2.7 | 1.2 | .5 | 12.4 |

Fonte:

## Prêmios e Homenagens
NBA
- Campeão da NBA: 2025
- NBA All-Star: 2025
- All-NBA Team:
  - Terceiro Time: 2025[17]
- NBA All-Defensive Team:
  - Segundo Time: 2025[18]
- NBA All-Rookie Team:
  - Primeiro Time: 2023

## Vida pessoal
Williams nasceu em Denver, Colorado, mas se mudou para o Arizona quando tinha 7 anos. Seus pais – Ronald e Nicole Williams – eram ambos membros da Força Aérea dos Estados Unidos. Seu irmão mais novo, Cody Williams, joga atualmente no Utah Jazz.